# Страдомія-Дольна
Страдомія-Дольна (пол. Stradomia Dolna) — село в Польщі, у гміні Дзядова Клода Олесницького повіту Нижньосілезького воєводства.
Населення — 505 осіб (2011).
У 1975-1998 роках село належало до Каліського воєводства.

## Демографія
Демографічна структура станом на 31 березня 2011 року:
|          | Загалом | Допрацездатний вік | Працездатний вік | Постпрацездатний вік |
| -------- | ------- | ------------------ | ---------------- | -------------------- |
| Чоловіки | 258     | 63                 | 182              | 13                   |
| Жінки    | 247     | 52                 | 148              | 47                   |
| Разом    | 505     | 115                | 330              | 60                   |